# Щепанково (Великопольське воєводство)
Щепанково (пол. Szczepankowo) — село в Польщі, у гміні Остроруґ Шамотульського повіту Великопольського воєводства.
Населення — 377 осіб (2011).
У 1975-1998 роках село належало до Познанського воєводства.

## Демографія
Демографічна структура станом на 31 березня 2011 року:
|          | Загалом | Допрацездатний вік | Працездатний вік | Постпрацездатний вік |
| -------- | ------- | ------------------ | ---------------- | -------------------- |
| Чоловіки | 199     | 45                 | 140              | 14                   |
| Жінки    | 178     | 35                 | 113              | 30                   |
| Разом    | 377     | 80                 | 253              | 44                   |